# Karte im Maßstab 1:1
Die Karte im Maßstab 1:1 ist eine hypothetische Karte, die im Maßstab 1:1, also ohne jede Form von Generalisierung erstellt wird. Sie stellt ein Paradoxon der kartographischen Modellbildung dar und wurde in mehreren Kurzgeschichten und Aufsätzen beschrieben, darunter von Jorge Luis Borges, Lewis Carroll, Umberto Eco und Michael Ende.

## Hintergrund
Eine Karte im Maßstab 1:1.000.000 kann auf einem Quadratmeter eine Fläche von 1 Million Quadratkilometer abbilden (ca. die Fläche Ägyptens), eine Karte im Maßstab 1:1000 zeigt auf derselben Fläche Informationen über einen Quadratkilometer, und ist demzufolge genauer. Im Maßstab 1:1 ist die Kartenfläche genauso groß wie der dargestellte Bereich der Erdoberfläche.
In der Geschichte der Kartografie dienten Karten unter anderem auch als Prestigeobjekt. Je genauer eine Karte, desto besser informiert war der Nutzer. Dies führte zu dem Gedankenspiel, dass ein an Information interessierter Herrscher eine möglichst genaue Nachbildung seines Reiches bräuchte – unter Umständen im Maßstab 1:1.

## Literarische Rezeption der Idee
Die Beschreibung der Karte im Maßstab 1:1 taucht erstmals 1893 im Roman Sylvie and Bruno Concluded von Lewis Carroll auf, in dem ein Fremder namens „Mein Herr“ berichtet, dass in seinem Land auf kaiserlichen Befehl eine Karte im Maßstab 1:1 hergestellt worden sei. Sie sei nie viel benutzt worden, da die Bauern gegen das Auffalten protestiert hätten. Darum benutze man jetzt das Land selbst, als seine eigene Karte, und dies sei fast ebenso praktisch („we now use the country itself, as its own map, and I assure you it does nearly as well“).
Jorge Luis Borges griff den Gedanken in der Kurzgeschichte Del rigor en la ciencia (dt.: Von der Strenge der Wissenschaft) auf. Dort beschreibt er ein Reich mit derartig vollkommenen Karten, dass die Karte einer einzigen Provinz den Raum einer Stadt einnahm und die Karte des Reiches den einer Provinz. Als diese Karten nicht mehr ausreichten, wurde eine Karte erstellt, „die genau die Größe des Reiches hatte und sich mit ihm in jedem Punkt deckte“. Spätere Generationen vernachlässigten die Pflege der Karte, sodass nur Ruinen übrig blieben. Borges veröffentlichte diese Geschichte als vorgebliches Zitat eines fiktiven Autors aus dem Jahr 1658, um die Illusion historischer Authentizität zu erzeugen.
Auch der Philosoph Umberto Eco verarbeitete das Gedankenspiel in seinem Werk Diario minimo von 1963. In humorvollem, aber wissenschaftlichem Duktus definiert er in dem Aufsatz Die Karte des Reiches im Maßstab 1:1 zunächst die Anforderungen an diese Karte (territorialkoextensiv und nicht in fremdem Territorium ausgelegt; uneingeschränkte oder aber simplifizierte Genauigkeit der Wiedergabe; Benutzbarkeit als semiotisches Instrument, folglich beweglich; weder Verpackung noch Atlas, sondern Karte). Aus diesen Grundbedingungen postuliert Eco unterschiedliche praktische Umsetzungen einer Karte im Maßstab 1:1 und leitet deren unlösbare Darstellungsparadoxien ab. Sein 13-seitiger Aufsatz schließt mit drei Korollaren:
- „Eine Karte im Maßstab 1:1 gibt das Territorium immer nur ungenau wieder.“
- „Das Reich wird im selben Moment, in dem man seine Karte erstellt, undarstellbar.“
- „Jede Karte im Maßstab 1:1 besiegelt das Ende des Reiches als solches und wäre mithin die Karte eines Territoriums, das kein Reich mehr ist.“

In Momo von 1973 bediente sich Michael Ende des Motivs und ließ die Figur Gigi Fremdenführer die Geschichte des Tyranns Marxentius Communus erfinden, welcher befahl, „einen Globus herzustellen, der genauso groß sein sollte wie die alte Erde und auf dem alles […] ganz naturgetreu dargestellt sein müsste[…]“. Die Erstellung des Modells verbraucht alle Ressourcen der Welt, sodass die neue Abbildung sich letztlich als identisch mit der zuvor abzubildenden Realität erweist, die es aber nicht mehr gibt.

## Wissenschaftliche Rezeption der Idee
Die Unpraktikabilität einer Karte im Maßstab 1:1 ist offensichtlich, trotzdem diente das literarische Gedankenspiel auch kartographischen Lehrbüchern als Ansatzpunkt zur Betrachtung von Karten und Maßstäben. Dabei wird darauf verwiesen, dass Karten ein grafisches Modell der Erde sind, das durch Messungen gewonnen wurde, und dass es unmöglich ist, alle Details der Realität bis in die Mikroebene zu erfassen und zu speichern. Probleme der Karte 1:1 sind, neben den von Eco aufgeführten Paradoxien:
- Sie verfehlt den eigentlichen Zweck einer Karte, nämlich als Hilfsmittel dem Betrachter räumliche Information abstrakt zu vermitteln, sondern ist Selbstzweck.[1]
- Messtechnischer Aufwand, Datenvolumen und Herstellungskosten steigen zwar enorm an, doch kann die Erdoberfläche nur so genau beschrieben werden, wie der Messprozess es erlaubt[6], somit findet immer eine Generalisierung statt[7].

Es lassen sich ferner Parallelen zu jeglicher wissenschaftlicher Modellbildung ziehen, vergleiche dazu Bonini-Paradox.